# Csongrádi úti tanyák megállóhely
Csongrádi úti tanyák megállóhely egy Bács-Kiskun vármegyei vasúti megállóhely, Kiskunfélegyháza településen, melyet a MÁV üzemeltet.
Nevét a Kiskunfélegyházáról Csongrád felé húzódó Csongrádi út mellett elhelyezkedő tanyavilágról kapta. A megállóhely egy népesebb tanyacsoport közepén, kiépített közúttal fel nem tárt területen helyezkedik el. A megállóhely érdekessége a közvetlen szomszédságában álló gólyafészek.

## Vasútvonalak
Az állomást az alábbi vasútvonalak érintik:
- Kiskunfélegyháza–Orosháza-vasútvonal

## Kapcsolódó állomások
A vasútállomáshoz az alábbi állomások vannak a legközelebb:
- Városi park megállóhely
- Gátér megállóhely

## Forgalom
| Járat        | Útvonal | Gyakoriság   |
| ------------ | --- | ------------ |
| személyvonat | Kiskunfélegyháza – Városi park – Csongrádi úti tanyák – Gátér – Kettőshalom – Kónyaszék – Csongrád alsó – Csongrád – Hékéd – Szentes | Napi 3 pár   |
| személyvonat | Kiskunfélegyháza – Városi park – Csongrádi úti tanyák – Gátér – Kettőshalom – Kónyaszék – Csongrád alsó – Csongrád – Hékéd – Szentes – Szegvár – Kórógyszentgyörgy – Mindszent – Mártély – Hódmezővásárhelyi Népkert – Hódmezővásárhely | Napi 1-2 pár |